# Гузеватый, Ярополк Николаевич
Ярополк Николаевич Гузеватый (13 октября 1921 года, Москва — 22 декабря 1991 года) — советский демограф, востоковед, доктор экономических наук, участник Великой Отечественной войны, автор 130 научных работ.

## Биография
В 1939 году после окончания среднеобразовательной школы был призван в советские вооружённые силы. Принимал участие в Великой Отечественной войне в составе кавалерийских частей, получил несколько ранений, три из которых были серьёзными. Последнее из них во время боёв в Венгрии у озера Балатон (Балатонская оборонительная операция) оказалось очень тяжёлым и чуть было не привело к потере ноги. Во время этого сражения воинская часть, где он воевал, была практически полностью уничтожена.
В сентябре 1945 года демобилизовался в звании старшины для того, чтобы поступить на японское отделение Московского института востоковедения, где проучился до 1950 года.
Закончив образование с квалификацией страноведа-япониста, он продолжил обучение в аспирантуре Московского института востоковедения. Полученные знания и опыт позволили ему в 1953 году защитить диссертацию на соискание ученой степени кандидата экономических наук по экономике Японии. После этого, он ещё год работал в Московском институте востоковедения преподавателем. После реорганизации московских институтов в 1954 году он стал доцентом Московского института международных отношений Министерства иностранных дел СССР, где работал по 1959 год.
В 1959 году перевёлся на работу в Академию наук СССР, где до 1972 года занимался исследовательской деятельностью и преподаванием в Институте мировой экономики и международных отношений. Затем перешёл в Институт востоковедения, где работал до конца своей жизни. В 1968 году стал членом Международного союза научного изучения населения. Во время работы в Академии наук СССР с самого начала 60-х годов его фокус научных интересов сместился в плоскость демографической проблематики. В результате его первая работа по демографии (статья «Неомальтузианцы на службе неоколониализма») была опубликована в 1963 году. Первой крупной публикацией по демографическим проблемам стала монография «Перспективы развития мирового населения», которая увидела свет в 1968 году.
В 1971 году им была представлена и защищена докторская диссертация «Проблемы народонаселения и социально-экономическое развитие стран Азии, Африки и Латинской Америки». В ней раскрывались глобальные механизмы урбанизации миграционных потоков. Помимо научных публикаций его творчество коснулось и просветительской области, например в 1965 году в «Литературной газете» им была опубликована статья «Что такое демографический взрыв». Он нередко выступал с научно-популярными лекциями по проблемам народонаселения развивающихся стран. В 1988 году стал Почётным членом Чехословацкого демографического общества.

## Опубликованные монографии
- Гузеватый Я. Н. Перспективы развития мирового населения. «Наука», 1968.
- Гузеватый Я. Н. Программы контроля над рождаемостью в развивающихся странах. «Наука», 1969.
- Гузеватый Я. Н. Проблемы народонаселения и социально-экономическое развитие стран Азии, Африки и Латинской Америки. «Наука», 1970.
- Гузеватый Я. Н. Демографо-экономические проблемы Азии. «Наука», 1980.